# Everett Rogers
Everett M. Rogers (Carroll, Iowa, 1931. március 6. – Albuquerque, Új-Mexikó 2004. október 21.) amerikai szociológus, író, és tanár, akit a leginkább a diffúziós elmélet megalkotójaként és a korai adoptáló fogalom első használójaként ismerhetünk.
Rogers 1931-ben született Iowa állam Carroll városában a család farmján. Édesapja az elektromechanikus újításokat szívesen alkalmazta a farmon, ugyanakkor tartózkodott a biokémiai újítások használatától. Ellenállt az új hibrid típusú vetőmagoknak, annak ellenére, hogy ezek 25%-kal jobb termést hoztak és jobban tűrték a szárazságot. Rogers apját csak az győzte meg, hogy az 1936-os iowai aszály idején, míg szomszédai farmján a hibrid vetőmagból szépen kifejlődött a növény, az ő földjein elfonnyadt a termés.
Rogers sokáig nem tervezte, hogy egyetemre megy, azonban, mikor egyik tanára őt és iskolatársait elvitte az Iowa Állami Egyetemre, úgy döntött, hogy itt kezdi majd meg tanulmányait mezőgazdasági területen. Miután két évet szolgált a koreai háborúban, 1957-ben visszatért az egyetemre, hogy folytassa szociológiai és statisztikai tanulmányait PhD szinten.

## Diffúziós elmélet

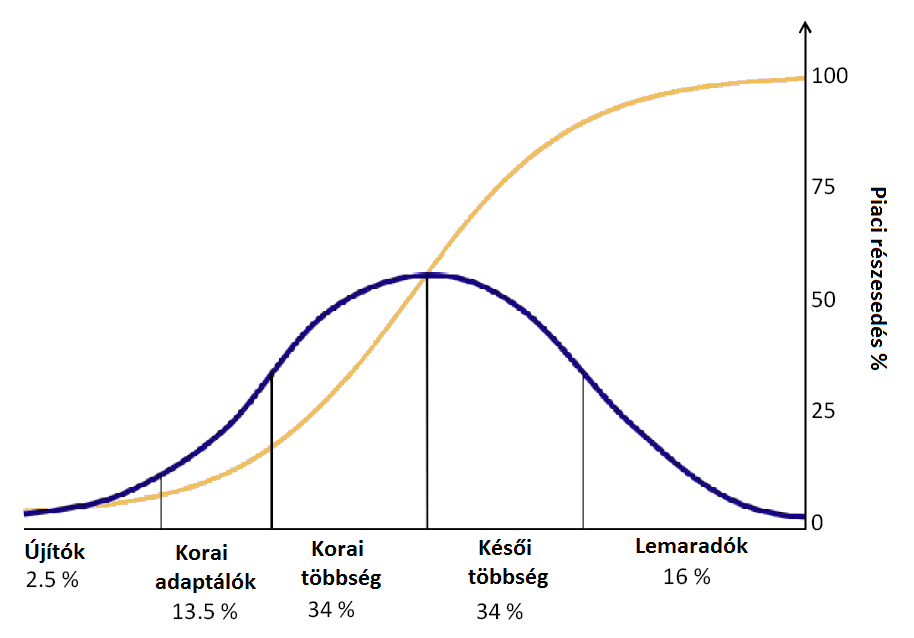
Rogers diffúziós elmélete. Az ábrán a kék görbe mutatja a fogyasztói csoportokat, míg a sárga a piaci részesedést.

Rogers, mikor 1962-ben először publikálta a Diffusion of Innovations című könyvét a vidéki szociológia adjunktusa volt az Ohioi Állami Egyetemen. Csupán harmincéves volt ekkor, de már világszinten elismert akadémiai személlyé vált. A kétezres évek közepére könyve a szociológiai tudományokban az egyik legtöbbet hivatkozott könyv lett. . A könyv ötödik kiadása, amely 2003-ban jelent meg, az internet terjedését mutatja be, illetve azt, hogy az új technológia hogyan formálta át az emberek közötti kommunikációt és gondolkozásmódot.
Rogers az innovációt egy olyan gondolatként, gyakorlatként vagy tárgyként definiálja, amelyet az egyén vagy más egységnyi alkalmazó újnak értékel. Elméletében azok az emberek, akik az innovációkat, vagy új ötleteket elkezdik alkalmazni öt különböző csoportba sorolhatóak matematikai alapon (haranggörbe): újítók (2,5%), korai adoptálók (13,5%), korai többség (34%), késői többség (34%) és lemaradók (16%).
Minden csoportban az emberek hajlandósága és akarata, hogy elfogadják az adott innovációt öt lépésből áll, ezek: tudatosság, érdeklődés, értékelés, kipróbálás és alkalmazás. Az emberek különböző csoportokba eshetnek különböző innovációk kapcsán, például egy farmer korai adoptáló lehet mechanikai innovációk terén, míg a késői többséghez tartozhat biológiai újításokban.
A diffúziós modell által leírt folyamat grafikonon ábrázolva egy S görbén jeleníthető meg. Az ábra az adoptálók számának változásait mutatja az eltelt idő függvényében. Kezdetben kevés a felhasználó (újító), majd nő a csatlakozók száma (korai többség), utána pedig megint csökkenni kezd az adoptálók száma (kései többség), majd végül a lemaradók következnek. Azok profitálhatnak a legtöbbet az innovációból akik utolsóként adoptálják.
Munkája széles körben ismertté és elfogadottá vált a kommunikációtudomány, és a szociológia tudományának különböző területein. Rogers kutatási eredményeit, ezen kívül a gyakorlatban is tudják alkalmazni, például az egészségügy területén.

## Szórakoztató Oktatás
Rogers az 1990-es évek elején az úgynevezett Entertainment-Education, magyarul Szórakoztató Oktatás területén kezdett el dolgozni. A Population Communications International támogatásával létrehoztak egy olyan rádiós műsort, Twende na Wakati (Haladjunk a korral) címmel, melynek célja a tanzániai közegészségügy fejlesztése, többek között HIV/AIDS megelőzés volt.  Archiválva 2012. február 6-i dátummal a Wayback Machine-ben Arvind Singhal, Ohioi Egyetemi professzorral közösen írt Entertainment Education: A Communication Strategy for Social Change könyve szól a szórakoztató oktatás módszeréről.
A munkája elismeréséül a Dél-kaliforniai Egyetem létrehozott egy díjat, amely Rogers nevét viseli. Ezt a díjat azok kaphatják, akik a legsikeresebbek a szórakoztató oktatás területén. Archiválva 2013. március 4-i dátummal a Wayback Machine-ben

## Későbbi élete
Miután a koreai háború alatt Albuquerque városában állomásozott és megszerette azt, 1995-ben Rogers az Új-Mexikói Egyetemen folytatta munkásságát. Segített az Egyetemnek elindítani egy doktori programot a kommunikációs tanulmányok területén. Vesebetegsége miatt, azonban 2004 nyarán visszavonult az egyetemtől. Néhány hónappal később halt meg, hátrahagyva feleségét, Dr. Corinne Shefner-Rogers-t, és két fiát: David Rogerst és Everett Kinget.